# Giuseppe Pancaro
Giuseppe Pancaro  (* 26. August 1971 in Cosenza) ist ein ehemaliger italienischer Fußballspieler und jetziger -trainer. Er spielte auf der Position eines Verteidigers.

## Spielerkarriere
Pancaro begann seine Profikarriere bei Torino Calcio, kam hier jedoch zu keinem Einsatz in der A-Auswahl. Zur Saison 1991/92 wechselte er leihweise zu Avezzano Calcio in die Serie C2.
1992 wechselte Pancaro erstmals in die Serie A zu Cagliari Calcio. Auf Sardinien blieb er insgesamt fünf Spielzeiten, ehe er zur Saison 1997/98 zu Lazio Rom wechselte. Hier war er auf Anhieb in der Stammelf und schon in seinem ersten Jahr konnte mit der Coppa Italia der erste Titel gefeiert werden. In den folgenden Spielzeiten war Pancaro in der Stammelf der erfolgreichsten Lazio-Auswahl aller Zeiten. So gewann man in der Saison 1998/99 den Europapokal der Pokalsieger und den Supercup. Im darauffolgenden Jahr gewann man zuerst den italienischen Superpokal, dann das Double mit dem zweiten Scudetto in der Geschichte Lazios und einem weiteren Triumph in der Coppa Italia. 2000 gewann man dann erneut den italienischen Superpokal, jedoch waren die erfolgreichsten Jahre vorbei, da inzwischen viele Leistungsträger den Verein verlassen hatten. 
Giuseppe Pancaro hielt Lazio die Treue und blieb in Rom, bis er 2003 im Tausch mit Demetrio Albertini zum Mailänder Topklub AC Mailand wechselte, die im Mai jenes Jahres die Champions League gewonnen hatten. Jedoch vermochte sich Pancaro in Mailand nie wirklich gegen die riesige Konkurrenz durchzusetzen und kam somit nicht über die Rolle als Ergänzungsspieler hinaus. Highlights in seiner Zeit bei Milan waren der Gewinn des Scudetto in der Saison 2003/04 und der Einzug ins Champions-League-Finale 2004/05. 
Nach zwei Jahren in Mailand wechselte Giuseppe Pancaro zur Saison 2005/06 zum Ligakonkurrenten AC Florenz. In Florenz kam Pancaro zwar regelmäßig zum Einsatz, jedoch gelang ihm der Sprung in die Stammelf nicht. Die letzte Saison seiner Karriere, 2006/07, bestritt er beim FC Turin.
Für die italienische Nationalmannschaft bestritt er am 28. April 1999 gegen Kroatien (0:0) sein erstes Spiel. Insgesamt bestritt er von 1999 bis 2005 19 Spiele für Italien.

## Trainerkarriere
Nachdem er von 2012 bis 2013 unter Dario Marcolin als Co-Trainer beim FC Modena fungiert hatte, übernahm Giuseppe Pancaro im Sommer 2014 das Amt des Cheftrainers beim Zweitligaabsteiger SS Juve Stabia von Piero Braglia. 2022 wurde Pancaro Trainer beim Drittligisten SS Monopoli 1966.

## Erfolge
- Europapokalsieger der Pokalsieger: 1998/99
- Europäischer Superpokalsieger: 1999
- Italienischer Meister: 1999/2000, 2003/04
- Italienischer Pokalsieger: 1997/98, 1999/2000
- Italienischer Supercupsieger: 1999, 2000, 2004